# Agustí Canelles i Carreres

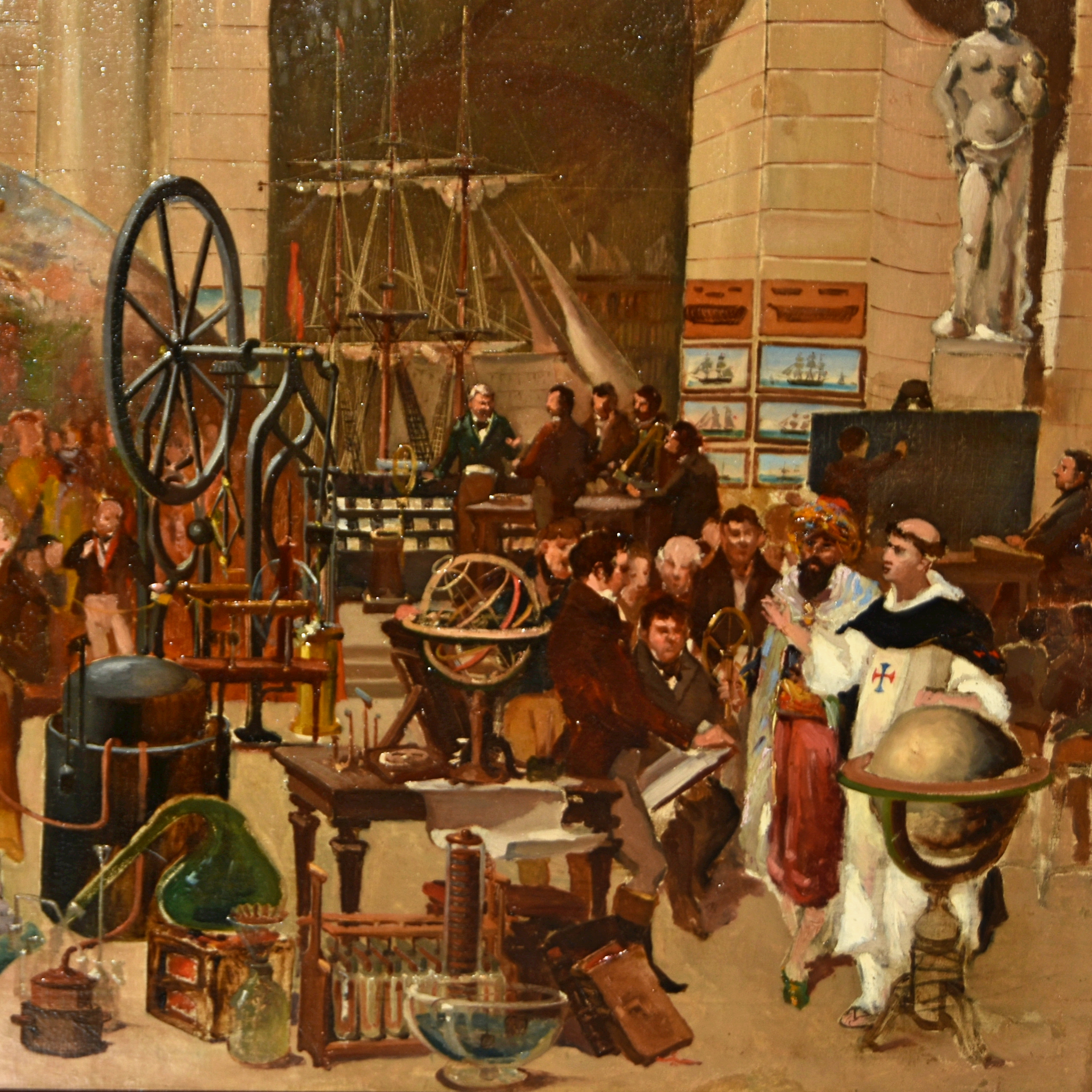
Agustí Canelles representat per Emili Casals Camps en una composició al·legòrica de les escoles impulsades per la Junta de Comerç (Museu d'Història de Barcelona MUHBA)

Agustí Canelles i Carreres (Alpens, 23 de juny de 1765 - Alella, 9 d'abril de 1818) fou un astrònom, matemàtic i religiós català.
Els primers estudis (gramàtica i retòrica) els feu a Vic. Es desplaçà a Barcelona on es va iniciar en la filosofia inscrit com a alumne en el Seminari Tridentí. La formació posterior la cursà a l'Escola de Nàutica de la Junta de Comerç de Catalunya, un cop admès com a aspirant i amb voluntat de fer-se pilot de vaixell. Per a obtenir el títol, a més dels estudis, calia fer pràctiques. En el cas d’Agustí Canelles l'experiència va consistir en un viatge a Veracruz (al golf de Mèxic). Es tractava d’un viatge transatlàntic que li va servir per a esdevenir pilot.
Havent salpat l’any 1788 el viatge fou especialment difícil, amb mar grossa i temps tempestuós. Aquesta fortuna de mar ha estat citada com la causa principal de l’abandonament de la carrera nàutica. Canviant la navegació per la vida religiosa va professar a l'orde dels trinitaris calçats. Seguint la seva vocació sacerdotal va estudiar filosofia i teologia. Fou nomenat lector en arts (1797) i lector en filosofia (1800).
En un retorn parcial a les ciències nàutiques va sol·licitar formar part de la direcció de les assignatures d’àlgebra i geometria impartides a l’Acadèmia de Ciències Naturals i Arts de Barcelona.

## Defensor del sistema mètric decimal
Seguidor i coneixedor de l'expedició científica dels astrònoms Jean Baptiste Delambre i Pierre André Méchain (mesurant el meridià Dunkerke-Barcelona amb l’objectiu d’implantar el Sistema mètric decimal) i de la instauració del Sistema mètric decimal (4 anys abans) va publicar la memòria Proyecto de una medida universal sacada de la Naturaleza principalmente adequada para España,

## Professor de Geodèsia
Ja soci de l'Acadèmia de Ciències i Arts de Barcelona, el mes d’octubre de 1803 va defensar la necessitat d’ensenyar una cosmografia actualitzada i es va oferir a donar un curs gratuït a la mateixa acadèmia. Oferiment que fou acceptat. En la mateixa època el Govern espanyol el va designar col·laborador oficial dels treballs d’ André Méchain en el seu segon viatge geodèsic a Espanya.

## Meteorologia i nàutica
Des del terrat del convent dels trinitaris, Agustí Canelles va dur a terme un programa de mesures meteorològiques que fou ben acceptat pels ciutadans de Barcelona. L’any 1806 fou designat professor de l'Escola de Nàutica de la Junta de Comerç de Catalunya.

## Guerra del Francès
Un cop ocupada Barcelona, Canelles va rebutjar unir-se als invasors i va fugir disfressat de la ciutat afegint-se a les tropes resistents. Primer va servir a les ordres del brigadier Rovira. Posteriorment el general Enrique José O'Donnell li va encarregar treballs de topografia i organització de les obres constructives de campanya. El 1819 fou ascendit a capità de guies, grau que va mantenir fins al 1814. Va participar en fets militars a Vic, Margalef i la Bisbal. I en obres de fortificació a la serra de Busa (Solsonès). Obres que foren suspeses per manca de diners.

### Escrits d’aquesta època
Canelles escrigué dos treballs topogràfics i descriptius orientats a la consecució de possibles objectius militars:
- Descripción topogràfica de la plaza de Vich y sus contornos, y exposición de las operaciones trigonométricas practicadas sobre el terreno.
- Diario é itinerario del cuartel general, en el viaje verificado por el general en jefe don Francisco de Copons y Navia, á las villas de Ripoll y Ridaura, con exposición de las circunstancias ocurridas en el mismo.

## Altres treballs
L’any 1816 escrigué una memòria titulada Ideas sobre la verificación del proyecto de un examen científico y operaciones geográficas en el suelo del Principado de Cataluña. En ella proposava la conveniència de disposar d’un mapa general de Catalunya actualitzat amb tota la informació complementària i les dades adients per a convertir-lo en una eina pràctica d’administració i desenvolupament del país. Proposava la creació d'una comissió de savis per a dur la tasca a bon terme. La memòria estaca presentada en dues parts: la primera Importancia de la empresa i la segona Organización de la Comisión y proyecto de las operaciones.

### Obres nàutiques
Els anys 1816 i 1817 va publicar dues obres destinades als estudis nàutics:
 Elementos de Astronomía Náutica escritos para utilidad de los que se dedican al estudio de la navegación científica, i  Astronomía Nautíco-Práctica para utilidad de los que se dedican al estudio de la navegación científica.

### Un instrument anomenat "precisivo"
Per a millorar la precisió de les observacions astronòmiques i geodèsiques Canellas va inventar un instrument que va anomenar "precisivo".
L'any 1817, seguint instruccions del capità general de Catalunya, fou el director d'un projecte de mesures topogràfiques destinades a permetre un pla d'irrigació basat en el riu Llobregat. Calia determinar la cota que hauria de permetre una superfície més gran de regadiu que la que ja existia a la plana del delta del riu esmentat.